# Roya Hakakian
Roya Hakakian (tiếng Ba Tư: رویا حکاکیان; sinh năm 1966 tại Iran) là nhà thơ, nhà báo, nhà văn người Mỹ gốc Iran sống tại Hoa Kỳ. Là một nhà thơ Ba Tư được ca ngợi, chuyển sang sản xuất truyền hình với các chương trình như 60 Phút, Hakakian đã trở thành nổi tiếng với cuốn hồi ký "Journey from the Land of No" năm 2004. Các bài tiểu luận về các vấn đề Iran của bà được đăng trên các báo New York Times, the Washington Post, the Wall Street Journal và trên NPR. Bà đã được trao Guggenheim Fellowship năm 2008, Bà xuất bản quyển "Assassins of the Turquoise Palace" năm 2011, một tường thuật phi hư cấu về Mykonos restaurant assassinations (Các cuộc ám sát ở tiệm ăn Mykonos ngày 17.9.1992), một vụ ám sát các nhà lãnh đạo đối lập Iran ở Berlin, Đức.
Hakakian là thành viên sáng lập Iran Human Rights Documentation Center (Trung tâm cung cấp tài liệu về các vụ vi phạm nhân quyền ở Iran), và có chân trong Ban điều hành Refugees International (Quốc tế người Tỵ nạn). Trong quyển "Political Awakenings: Conversations with History" Harry Kreisler đã nêu bật Hakakian là một trong '20 nhà hoạt động, học giả và nhà báo quan trọng nhất của thế hệ chúng ta'.

## Thời niên thiếu
Được sinh ra và lớn lên trong một gia đình Iran gốc Do Thái ở Tehran, Hakakian đã sống trải qua cuộc Cách mạng Hồi giáo năm 1979 và tích cực ủng hộ cuộc cách mạng này cùng với những người có tư tưởng tự do khác. Do cuộc chiến tranh Iran-Iraq diễn ra khốc liệt và luật pháp hạn chế quyền tự do của công dân được áp dụng rộng rãi, nên bất đắc dĩ bà phải xin tỵ nạn chính trị ở Hoa Kỳ trong tháng 5 năm 1985. Bà định cư ở vùng New York, học tâm lý học ở Brooklyn College và đậu bằng thạc sĩ công tác xã hội ở Hunter College.

## Tác phẩm

### Sách phi hư cấu
Quyển hồi ký của bà về cuộc đời một thiếu nữ Do Thái ở Ba Tư trong thời Cách mạng Hồi giáo ở Iran mang tên "Journey from the Land of No: A Girlhood Caught in Revolutionary Iran" (Crown) đã được hiệu sách Barnes & Noble chọn là sách hay nhất trong tuần, tạp chí Ms. gọi là sách phải đọc trong mùa hè, tuần báo "Publishers Weekly" gọi là sách hay nhất trong năm, còn tạp chí Elle bầu chọn là Sách phi hư cấu hay nhất của năm 2004. Quyển này đã đoạt "Giải sách Latifeh Yarshater" của "Quỹ di sản Ba Tư" 2006, và được Trung tâm sách Connecticut bầu chọn là Hồi ký hay nhất năm 2005. Quyển "Journey from the Land of No" đã được dịch ra nhiền ngôn ngữ khác và có lưu hành ở Canada, Úc, New Zealand, Bỉ, Hà Lan và Đức. Năm 2008, bà cũng đoạt "Guggenheim Fellowship" cho sách phi hư cấu.
Quyển mới nhất của Hakakian, "Assassins of the Turquoise Palace" – do Grove/Atlantic phát hành ngày 6.9.2011 – là một tường thuật phi hư cấu về các vụ ám sát ở tiệm ăn Mykonos (Mykonos restaurant assassinations) ngày 17.9.1992 ở Berlin, Đức. Trong vụ ám sát này, 4 nhà hoạt động người Kurd và Iran đã bị giết chết theo kiểu ám sát các nhà lãnh đạo đối lập (ở Iran). Quyển sách của Hakakian đã khảo sát tỉ mỉ vụ ám sát này và việc dính líu của Iran, hiệu quả bất lợi của chúng, cùng vụ xét xử sau đó, gọi là "vụ án Mykonos" đã trở thành một trong các vụ án nổi tiếng nhất châu Âu, trong đó có sự dính líu của chính phủ Iran ở mức cao nhất. Quyển này được Ban biên tập tờ New York Times chọn để viết bài bình luận.

### Thơ
Hakakian là tác giả của 2 tập thơ bằng tiếng Ba Tư, tập đầu có tên là "For the Sake of Water", được tờ "Iran News" đề cử là quyển thơ hay nhất năm 1993. Bà được đưa vào danh sách các nhà thơ mới hàng đầu của thơ Ba Tư trong quyển "Oxford Encyclopedia of the Modern Islamic World". Thơ của bà đã xuất hiện trong nhiều hợp tuyển thơ trên khắp thế giới, trong đó có "La Règle Du Jeu", "Strange Times My Dear: The Pen Anthology of Contemporary Iranian Literature", và trong quyển "W.W. Norton's Contemporary Voices of the Eastern World: An Anthology of Poems" sắp xuất bản. Bà cũng đóng góp cho tờ "Persian Literary Review", và làm biên tập viên thơ cho tạp chí "Par Magazine" trong 6 năm.

### Phim và Truyền hình
Hakakian đã cộng tác hơn 10 giờ trong việc làm chương trình cho các đơn vị báo hàng đầu ở truyền hình trên mạng, trong đó có chương trình 60 Minutes, ở "Travels With Harry" của mạng truyền hình A&E, các phim tài liệu đặc biệt với Peter Jennings trên đài ABC, kênh Discovery và kênh "The Learning". Phim mới nhất của Hakakian do UNICEF đặt làm là phim tài liệu "Armed and Innocent", về chủ đề các trẻ vị thành niên tham gia vào các cuộc chiến tranh trên khắp thế giới, đã được đề cử tranh giải phim tài liệu ngắn xuất sắc nhất trong nhiều Liên hoan phim trên thế giới.

### Tiểu luận
Các mục ý kiến trên báo của bà, các bài tiểu luận, và các bài bình luận sách xuất nhiện trên các ấn phẩm tiếng Anh, trong số đó có các tờ "New York Times", "the Washington Post" và "Wall Street Journal". Bà cũng đóng góp cho chương trình tin tức All Things Considered trong tạp chí truyền thanh Weekend Edition của Đài phát thanh quốc gia Hoa Kỳ.

## Tác phẩm
- Journey from the Land of No: A girlhood caught in revolutionary Iran
- Assassins of the Turquoise Palace
- tiếng Ba Tư: بخاطر آب (For the Sake of Water)
- tiếng Ba Tư: نامی سزاوار نیایش (A Name to Worship)

## Phỏng vấn và Bài nói truyện
- Yale University's Saybrook College Master's Tea on ngày 22 tháng 10 năm 2009
- Salisbury College's Fall Convocation Address and Book Signing on ngày 28 tháng 8 năm 2009
- A Jewish Teen in Post-Revolutionary Iran on NPR's Fresh Air on ngày 9 tháng 7 năm 2009
- CBS with Bob Schieffer on Washington Unplugged on ngày 6 tháng 7 năm 2009
- An Iranian-American Perspective on NPR's Fresh Air on ngày 2 tháng 7 năm 2009
- ABC Nightline Interview with Terry Moran on ngày 1 tháng 7 năm 2009
- WNYC Leonard Lopate Show on ngày 1 tháng 7 năm 2009
- The Iranian Regime is Coming Undone on wowOwow with Lesley Stahl on ngày 26 tháng 6 năm 2009
- Young, Jewish and Iranian: Witness to a Revolution at University of TN on ngày 15 tháng 4 năm 2009
- Conversations with History on UC Berkeley's Global News and Opinion
- Aftermath: Journalism, Storytelling and the Impact of Violence and Tragedy with Harvard University's Nieman Foundation on February 27 and 29, 2009